# المشاغب لا يحلم عن فتاة الأرنب سينباي
المشاغب لا يحلم عن فتاة الأرنب سينباي (باليابانية: 青春ブタ野郎، بالروماجي: Seishun Buta Yarō) هي رواية خفيفة من تأليف هاجيمي كاموشيدا، ورسم كيجي ميزوغوتشي، نشرت من قبل آسكي ميديا وركس منذ أبريل 2014، نشرت المانغا من قبل أسكي ميديا وركز في مجلة Dengeki G's Comic، منذ يناير 2016، أنتجت إلى أنمي تلفزيوني من قبل استوديو كلوفر وركس، عرض الأنمي في 4 أكتوبر عام 2018 واستمر عرضه حتى 27 ديسمبر عام 2018، وتكون من 13 حلقة.

## القصة
تدور أحداث القصة عن ساكوتا أزوساغاوا، هو طالب في المدرسة الثانوية، عندما كان في المكتبة يلتقي الممثلة المراهقة ماي ساكوراجيما، وهي ترتدي ملابس فتاة أرنب، وتتجول في المكتبة ولا يلاحظها أي شخص آخر هناك. ويكتشف ساكوتا أنه الوحيد الذي يمكنه رؤيتها، حتى عندما ترتدي ملابس عادية أو تحاول الابتعاد عن حياة المشاهير. يطلق ساكوتا على هذه الظاهرة اسم «متلازمة المراهقة»، وقرر حل هذا اللغز مع الاستمرار في الاقتراب من ماي ومقابلة الفتيات الأخريات اللاتي يعانين من «متلازمة المراهقة».

## الشخصيات

### الشخصيات الرئيسية
ساكوتا أزوساغاوا (باليابانية: 梓川 咲太، بالروماجي: Azusagawa Sakuta)
أداء صوتي: كايتو إيشيكاوا
ماي ساكوراجيما (باليابانية: 桜島 麻衣، بالروماجي: Sakurajima Mai)
أداء صوتي: أسامي سيتو
توموي كوغا (باليابانية: 古賀 朋絵، بالروماجي: Koga Tomoe)
أداء صوتي: ناو توياما
ريو فونابا (باليابانية: 双葉 理央، بالروماجي: Futaba Rio)
أداء صوتي: أتسومي تانيزاكي
نودوكا تويوهاما (باليابانية: 豊浜 のどか، بالروماجي: Toyohama Nodoka)
أداء صوتي: مآيا أوتشيدا
كايدي أزوساغاوا (باليابانية: 梓川 かえで، بالروماجي: Azusagawa Kaede)
أداء صوتي: يوريكا كوبو
شوكو ماكينوهارا (باليابانية: 牧之原 翔子، بالروماجي: Makinohara Shōko)
أداء صوتي: إينوري ميناسي

### شخصيات أخرى
يوما كونيمي (باليابانية: 国見 佑真، بالروماجي: Kunimi Yūma)
أداء صوتي: يوما أوتشيدا
ساكي كاميساتو (باليابانية: 上里 沙希، بالروماجي: Kamisato Saki)
أداء صوتي: إيريز
فوميكا نانجو (باليابانية: 南条 文香، بالروماجي: Nanjō Fumika)
أداء صوتي: ساتومي ساتو

## وصلات خارجية
- الموقع الرسمي (باليابانية)
- موقع الأنمي الرسمي (باليابانية)
- موقع الفيلم الرسمي (باليابانية)
- المشاغب لا يحلم عن فتاة الأرنب سينباي على موقع ميوزك برينز (الإنجليزية)
- المشاغب لا يحلم عن فتاة الأرنب سينباي على موقع ميوزك برينز (الإنجليزية)
- المشاغب لا يحلم عن فتاة الأرنب سينباي على موقع ANN manga (الإنجليزية)